# 摩洛哥鏡報
摩洛哥鏡報(Morocco Mirror)為摩洛哥發行的一份英语電子報(e-newspaper).

## 歷史
摩洛哥鏡報由"巴柴爾·尼亞"(Bachir Niah)及"穆斯塔法·梅爾"(Mustafa May)於2012年所創刊的電子報。 本電子報是在摩洛哥時報(Morocco Times)停刊之後所創建的另一份電子報。 本報紙主要報導政治，經濟，社會和體育賽事等新聞。 而摩洛哥電子報的編輯群主要來自於摩洛哥時報的原編輯團隊。 摩洛哥電子報的編輯群大多數駐點在达尔贝达(卡薩布蘭加)及阿加迪尔兩個地方。